# Floudès
Floudès ist eine französische Gemeinde mit 106 Einwohnern (Stand: 1. Januar 2022) im Département Gironde in der Region Nouvelle-Aquitaine. Sie gehört zum Kanton Le Réolais et Les Bastides und zum Arrondissement Langon.
Nachbargemeinden sind La Réole im Norden und im Osten, Blaignac im Südosten, Puybarban im Süden, Bassanne im Südwesten und Barie. Die Garonne bildet im Nordwesten die Gemeindegrenze.

## Bevölkerungsentwicklung
| Jahr      | 1962 | 1968 | 1975 | 1982 | 1990 | 1999 | 2007 | 2017 |
| --------- | ---- | ---- | ---- | ---- | ---- | ---- | ---- | ---- |
| Einwohner | 126  | 128  | 124  | 87   | 85   | 116  | 114  | 108  |

## Sehenswürdigkeiten
- Kirche Nativité de la Sainte-Vierge (siehe auch: Liste der Monuments historiques in Floudès)

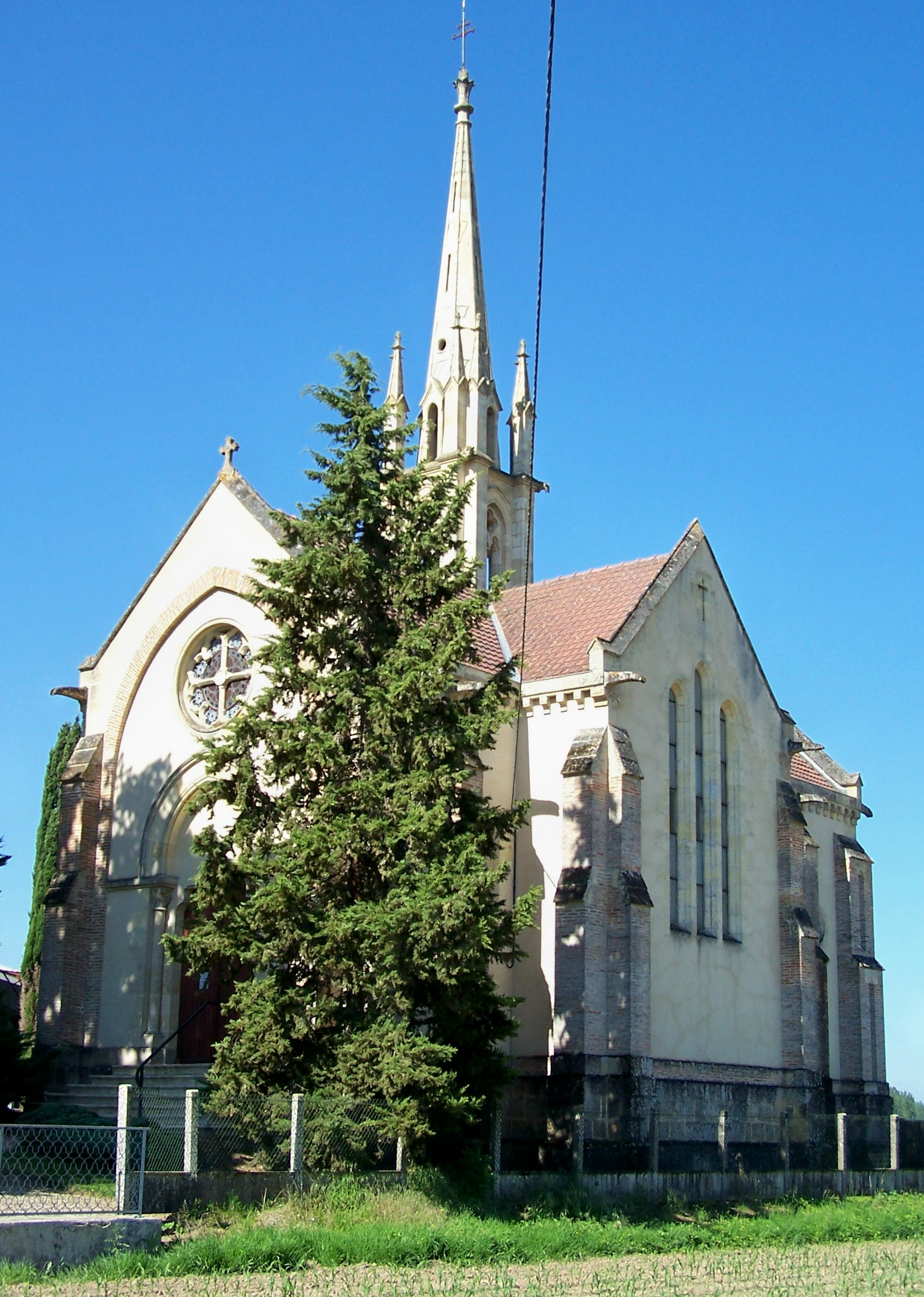
Kirche Nativité de la Sainte-Vierge
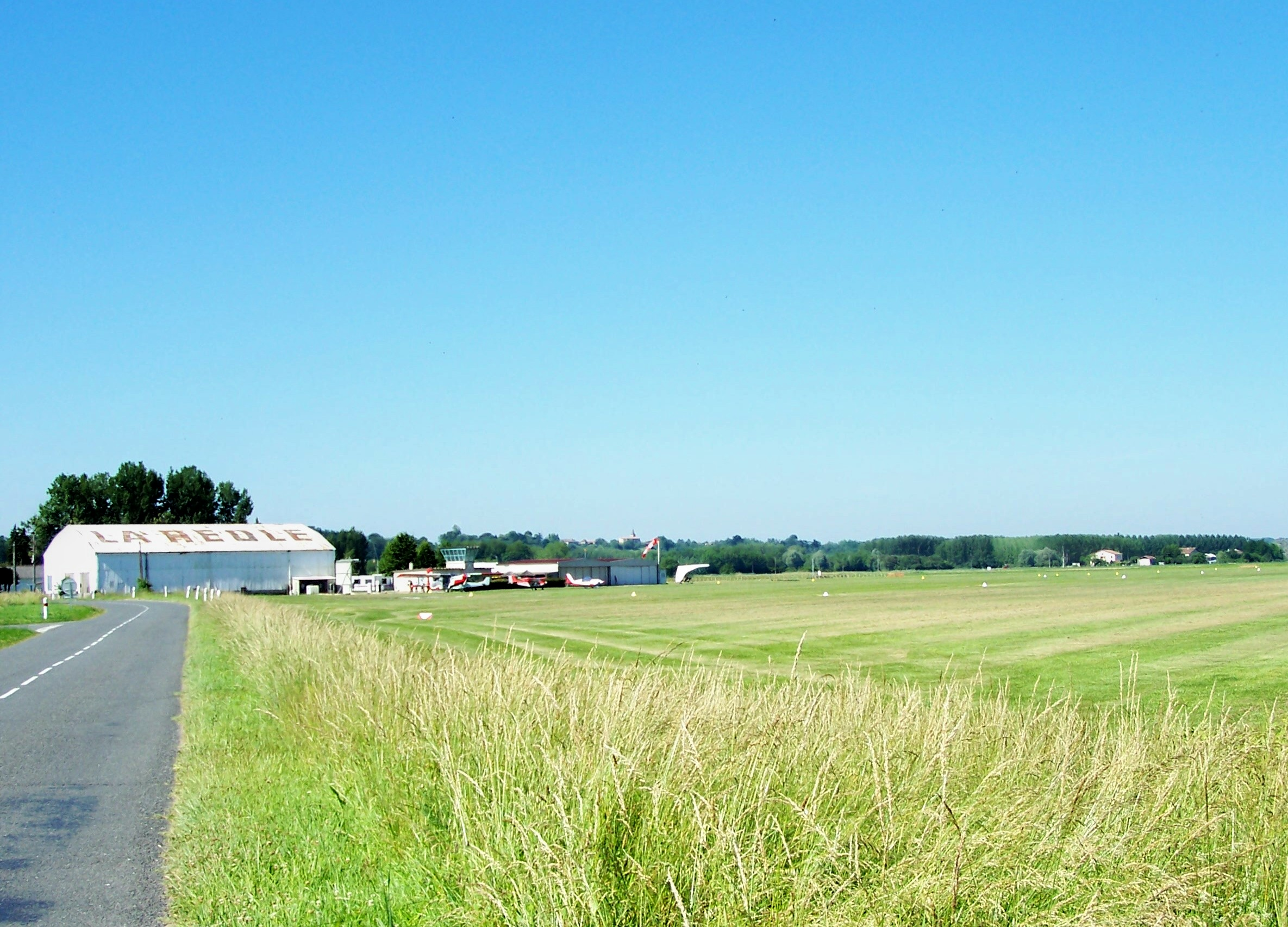
Flugplatz zwischen Floudès und La Réole